# Laura Hubert

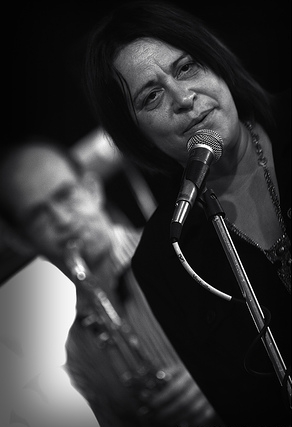
Laura Hubert

Laura Hubert is een Canadese rock-, jazz- en blues-zangeres.
Hubert studeerde psychologie en sociologie aan de Universiteit van Toronto. In die tijd was ze ook bezig met theater en acteren en zong ze onder meer jazzstandards met Peter Hill aan de piano. Ze richtte na haar studie de indie-rockgroep Leslie Spit Treeo op, waarmee ze ook toerde. Nadat de band halverwege de jaren negentig stopte, richtte ze de Laura Hubert Band op, waarin ook Hill speelde. Met Hill zingt ze tegenwoordig, in duo-vorm of met een grotere band, jazzballads, blues en western swing. Hubert heeft drie platen opgenomen.

## Discografie
- My Girlish Ways
- Live at the Rex, 2002
- Half Bridled, 2004